# 23 de noviembre
El 23 de noviembre es el 327.º (tricentésimo vigésimo séptimo) día del año en el calendario gregoriano y el 328.º en los años bisiestos. Quedan 38 días para finalizar el año.

## Acontecimientos
- 43 a. C.: en Roma, la Lex Titia hace oficial el pacto por cinco años de gobierno común entre Marco Antonio, Octavio (heredero de Julio César) y Marco Emilio Lépido. Comienza el Segundo Triunvirato.
- 1097: en España, Alfonso VI confirma una carta de donación de tierras hecha a su yerno, Enrique de Borgoña, conde de Portugal.
- 1248: El caíd de Sevilla Axataf, entrega las llaves de la ciudad a las tropas cristianas mandadas por el rey Fernando III el Santo, quien obligaría a todos los musulmanes a marcharse.
- 1499: el pretendiente al trono de Inglaterra Perkin Warbeck es ahorcado por intentar escapar de la Torre de Londres. Invadió Inglaterra en 1497, denominándose el hijo perdido del rey Eduardo IV de Inglaterra.
- 1510: primera campaña de las tropas otomanas contra el reino de Imereti (actual Georgia oriental). Las tropas otomanas saquean su capital Kutaisi e incendian el monasterio de Gelati.
- 1535: en Londres, Enrique VIII de Inglaterra consigue que el Parlamento confirme la supremacía eclesiástica que este rey se atribuye sobre sí mismo.
- 1554: en España, el rey Carlos I publica una real orden por la que se autoriza al Puerto de Málaga para que ejerza comercio de carga y descarga con los musulmanes de Berbería.

- 1595: En Puerto Rico, los corsarios británicos Francis Drake y John Hawkins inician el ataque sorpresa al puerto de San Juan. Tras cometer errores tácticos, son derrotados (y Hawkins pierde la vida).
- 1624: en Roma, Urbano VIII beatifica a Francisco de Borja.
- 1642: en México empieza el gobierno del virrey Conde de Salvatierra.
- 1700: en Roma, Giovanni Francesco Albani es nombrado papa, adoptando el nombre de Clemente XI.
- 1808: en España ―en el marco de la Guerra de la Independencia― se libra la batalla de Tudela - Navarra.
- 1811: las Cortes de Cádiz aprueban la institución de la «Lotería nacional».
- 1816: el colombiano Francisco Morales es fusilado por sus acciones revolucionarias contra las autoridades establecidas.
- 1825: en México, Pedro Sáinz logró la rendición del último reducto de las tropas españolas en territorio mexicano.
- 1851: el escritor y polígrafo venezolano Andrés Bello es nombrado correspondiente de la Real Academia Española por su Gramática de la lengua castellana.
- 1852: en Francia, el Moniteur anuncia la elección de Napoleón III como emperador de Francia.
- 1863: en los Estados Unidos, y en el ámbito de la Guerra de Secesión, comienza la Batalla de Chattanooga donde las tropas de la Unión lideradas por el general Ulysses S. Grant refuerzan las tropas para iniciar el contraataque ante el ejército confederado.
- 1889: la primera gramola entra en funcionamiento en el Palais Royale Saloon de San Francisco.
- 1906: nace en Berlín, Karl Otto Paetel.[1]
- 1909: en Madrid se inaugura el Palacio de Comunicaciones.
- 1909: en Nueva York comienza la Huelga en las fábricas de camisas de Nueva York en 1909.
- 1910: Johan Alfred Ander se convierte en la última persona ejecutada en Suecia.
- 1912: en Madrid se constituye la Editorial Católica.
- 1912: en Santiago de Cali (Colombia) se funda el primer equipo de fútbol profesional colombiano: El Deportivo Cali, conocido en ese entonces con el nombre de Cali Football Club.
- 1914: se retiran de Veracruz las últimas tropas estadounidenses de ocupación que quedaban en la ciudad.
- 1920: en España, la CNT es declarada ilegal.
- 1924: Edwin Hubble publica su descubrimiento de la galaxia de Andrómeda. El científico demostró que era una galaxia y no una nebulosa, como se creía anteriormente. De esta manera, se demostró que la Vía Láctea no era la única galaxia del universo.
- 1928: se cierra el acuerdo para la disputa de la primera Liga de Fútbol en España.
- 1940: en el marco de la Segunda Guerra Mundial, Bélgica declara la guerra a Italia.
- 1940: Rumanía firma el Pacto Tripartito, pasando a formar parte de las potencias del Eje.
- 1943: dentro de la Segunda Guerra Mundial, Tarawa y el atolón Makin (Butaritari) se rinden ante las fuerzas estadounidenses.
- 1944: liberación de Estrasburgo en el decurso de la Segunda Guerra Mundial.
- 1946: la armada francesa abre fuego sobre Hai Phong (Vietnam matando a 6000 civiles).
- 1949: se crea bajo decreto presidencial el Instituto de Previsión y Asistencia Social para el Personal del Ministerio de Educación (Venezuela).
- 1955: las Islas Cocos son transferidas del control del Reino Unido a Australia.
- 1957: en Ifni, bandas nacionalistas marroquíes atacan las guarniciones españolas.
- 1959: el general y presidente de Francia Charles de Gaulle, declara en un histórico discurso su visión de Europa, "desde el Atlántico hasta los Urales".
- 1963: en Reino Unido, el canal BBC Television estrena el primer episodio de Doctor Who, la serie de televisión de ciencia ficción más longeva de la historia.
- 1965: la Unión Soviética lanza la sonda Cosmos 96 a Venus, que fracasa al no lograr abandonar la órbita terrestre.
- 1967: en los Estados Unidos, atletas negros estadounidenses deciden boicotear los Juegos Olímpicos de 1968 para protestar contra el ''apartheid'' estadounidense.
- 1972: la Unión Soviética hace un intento final del lanzamiento del cohete N-1.
- 1975: tras una misa y un desfile militar ante su féretro, frente al Palacio Real de Madrid, Francisco Franco es enterrado en el Valle de los Caídos.
- 1977: en la ciudad argentina de Caucete (provincia de San Juan) se produce un terremoto de magnitud 7,4 en la escala Richter, con el resultado de 65 víctimas mortales y numerosos daños materiales. (Terremoto de Caucete de 1977).
- 1983: la Unión Soviética interrumpe oficialmente las negociaciones con Estados Unidos sobre reducción de armamento nuclear de alcance medio.
- 1985: en el Úlster, más de 100 000 protestantes se manifiestan contra el acuerdo entre Londres y Dublín.
- 1990: en Chile, Televisión Nacional de Chile cambia su imagen corporativa, terminando así con el logo usado durante la Dictadura militar.
- 1991: en Londres, Freddie Mercury anuncia al mundo que es portador del virus VIH.
- 1993: la banda estadounidense de hard rock Guns N' Roses publica el álbum The Spaghetti Incident?.
- 1997: el equipo argentino de fútbol Newell's Old Boys abandono en un partido frente a su clásico rival Rosario Central después de que este último goleara 4 a 0 al rojinegro.
- 2001: España firma en Budapest el Convenio sobre cibercriminalidad.
- 2003: en Georgia, el presidente Eduard Shevardnadze renuncia después de protestas masivas.
- 2005: en Liberia, Ellen Johnson Sirleaf es elegida presidenta y se convierte en la primera líder femenina de la historia de África.
- 2005: en Chile se reinaugura el Metro Valparaíso, desde la Estación Puerto hasta Estación Limache Con estaciones nuevas como Estación Francia,Estación Recreo y Estación Hospital (Metro Valparaíso). Y así eliminando la estaciones:Estación Colegio Alemán , Estación Laboral , Estación Valencia y Estación Rumié y siendo mencionadas la Rumié esta quedaría sin posibilidad de recontruirse en el futuro.
- 2008: en Venezuela se celebran elecciones regionales.
- 2010: Nintendo lanza el juego Super Mario Galaxy 2, la secuela de Super Mario Galaxy, que fue lanzado primero para las plataformas de Wii y posteriormente en la Consola Virtual de Wii U.
- 2011: en el marco de la Primavera Árabe, después de once meses de protestas en Yemen, el presidente Ali Abdullah Saleh acepta el acuerdo de transferir el poder del vicepresidente, a cambio inmunidad legal.
- 2013: se produce el 50 aniversario de la serie de televisión británica Doctor Who.
- 2013: se celebra en Barcelona un acto de presentación nacional de la plataforma civil Movimiento Ciudadano.
- 2016: se celebra en Atenas el día internacional de las etimologías griegas.
- 2019: En la final de la Conmebol Libertadores, el Flamengo derrota a River Plate por 2 - 1 en el Estadio Monumental de Lima, Perú, tras una remontada histórica en 3 minutos con 2 goles de Gabriel Barbosa - Gabigol -, consagrándose como el campeón de América tras 38 años.
- 2023: Daniel Noboa Azín es posesionado como el 48° presidente del Ecuador, siendo el primer mandatario que asume el poder tras la activación del artículo 148 de la Constitución, conocido como "muerte cruzada", por parte de su antecesor Guillermo Lasso, que convocaba a elecciones presidenciales y legislativas para completar el período para el que fue electo (2021-2025).
- 2024: en Asunción (Paraguay), Racing Club de Argentina vence 3–1 a Cruzeiro de Brasil en el Estadio General Pablo Rojas, y se consagra campeón de la Copa Sudamericana 2024.

## Nacimientos
- 912: Otón I de Alemania, emperador del Sacro imperio romano germánico (f. 973).

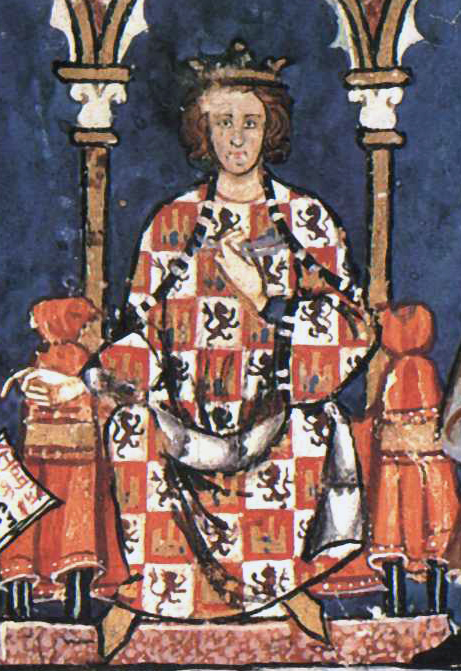
Alfonso X el Sabio.

- 1221: Alfonso X el Sabio, rey de Castilla y León (f. 1284).
- 1402: Juan de Dunois, soldado francés (f. 1468).
- 1553: Prospero Alpini, físico y botánico italiano (f. 1617).
- 1608: Francisco Manuel de Melo, escritor hispano-portugués (f. 1666).
- 1609: Sofía Leonor de Sajonia, aristócrata alemana (f. 1671).
- 1616: John Wallis, matemático británico (f. 1703).
- 1632: Jean Mabillon, monje y escolástico francés (f. 1707).
- 1666: Francisco Ximénez, religioso, cronista, filólogo y biógrafo español (f. 1723).
- 1715: Pierre Charles Le Monnier, astrónomo francés (f. 1799).
- 1760: François Babeuf, político francés (f. 1797).
- 1804: Franklin Pierce, político estadounidense y 14.º presidente desde 1853 hasta 1857 (f. 1869).
- 1820: Isaac Todhunter, matemático británico (f. 1884).
- 1837: Johannes van der Waals, físico neerlandés, premio nobel de física de 1910 (f. 1923).
- 1838: Stephanos Skuludis, banquero y político griego (f. 1928).
- 1840: Estanislao del Canto Arteaga, militar chileno (f. 1923).
- 1845: Fernando Villaamil, marino español (f. 1898).
- 1852: Máximo Tajes, presidente uruguayo (f. 1912).

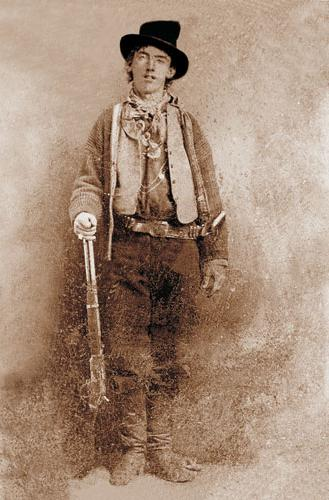
Billy The Kid.

- 1859: Billy The Kid (Henry McCarty, ‘Guillermito el Niño’), forajido y asesino estadounidense (f. 1881).
- 1860: Hjalmar Branting, político sueco (f. 1925).
- 1861: Konstantin Korovin, pintor ruso (f. 1939).
- 1862: Pierre Clement Augustin Dangeard, botánico francés (f. 1947).
- 1862: Alberto Williams, compositor y pianista argentino (f. 1952).
- 1869: Valdemar Poulsen, ingeniero danés (f. 1942).
- 1870: Francisco Mendoza Palma, militar mexicano (f. 1956).
- 1875: Anatoli Lunacharski, político ruso (f. 1933).

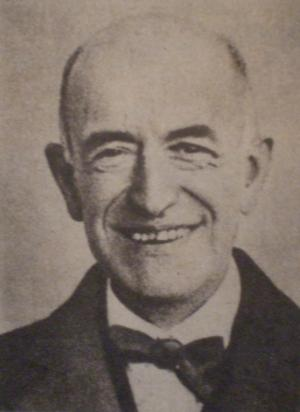
Manuel de Falla.

- 1876: Manuel de Falla, compositor español (f. 1946) expatriado en Argentina.
- 1878: André Caplet, compositor francés (f. 1925).
- 1883: José Clemente Orozco, pintor mexicano (f. 1949).
- 1883: Alberto Insúa, escritor y periodista español (f. 1963).
- 1884: Walther Kranz, filósofo alemán (f. 1960).

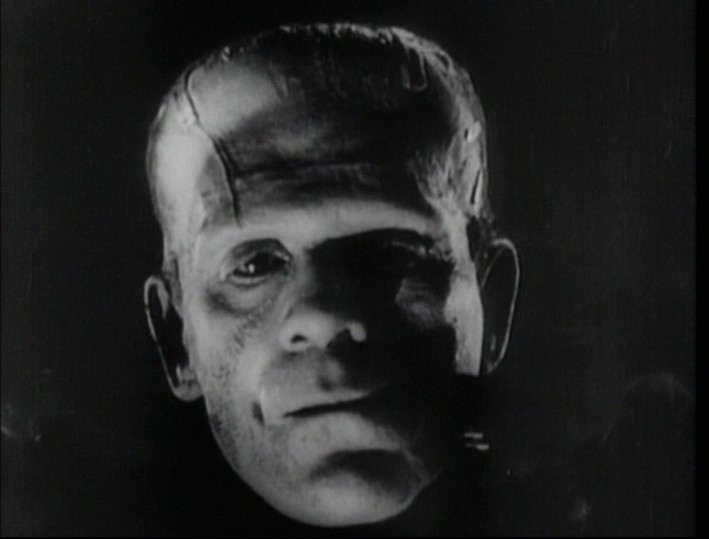
Boris Karloff.

- 1887: Boris Karloff, actor británico (f. 1969).
- 1887: Henry Moseley, físico británico (f. 1915).
- 1887: Humberto Pittamiglio, arquitecto uruguayo (f. 1966).

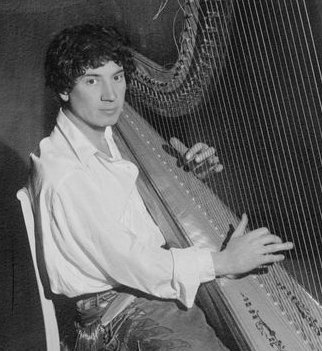
Harpo Marx.

- 1888: Harpo Marx actor estadounidense (f. 1964).
- 1890: El Lissitzky, artista ruso (f. 1941).
- 1892: Erté, ilustrador y diseñador franco-ruso (f. 1990).
- 1897: Karl Gebhardt, doctor de las SS alemán (f. 1948).
- 1898: Rodión Malinovski, militar soviético (f. 1967).
- 1898: Mijaíl Sharojin, militar soviético, héroe de la Unión Soviética (f. 1974).
- 1899: Mestre Bimba, luchador brasileño creador de la danza capoeira (f. 1974).
- 1902: Victor Jory, actor canadiense (f. 1982).
- 1902: Ramón Valdivieso, médico chileno (f. 1970).
- 1903: Juan Jover Sañés, piloto de carreras español (f. 1960).
- 1906: Karl Otto Paetel, político bolchevique, filósofo neopagano y periodista alemán (n. 1906), miembro de la resistencia antinazi; expatriado en Estados Unidos, en 1961 publicó La autodefensa de los negros estadounidenses contra el apartheid que asoló ese país hasta 1967.[2]
- 1909: René Schick, político nicaragüense (f. 1966).
- 1914: Wilson Tucker, escritor estadounidense (f. 2006).
- 1915: John Dehner, actor estadounidense (f. 1992).
- 1915: Julio César Méndez Montenegro, presidente guatemalteco (f. 1996).
- 1916: Michael Gough, actor británico nacido en Malasia (f. 2011).
- 1916: Josefa Sabor, bibliotecaria y docente argentina (f. 2012)
- 1919: Cláudio Santoro, compositor brasileño (f. 1989).
- 1920: Paul Celan, poeta alemán de origen rumano (f. 1970).
- 1920: Paik Sun-yup, militar surcoreano (f. 2020).
- 1920: Zinaída Tusnolobova-Marchenko, médica militar soviética, heroína de la Unión Soviética (f. 1980).

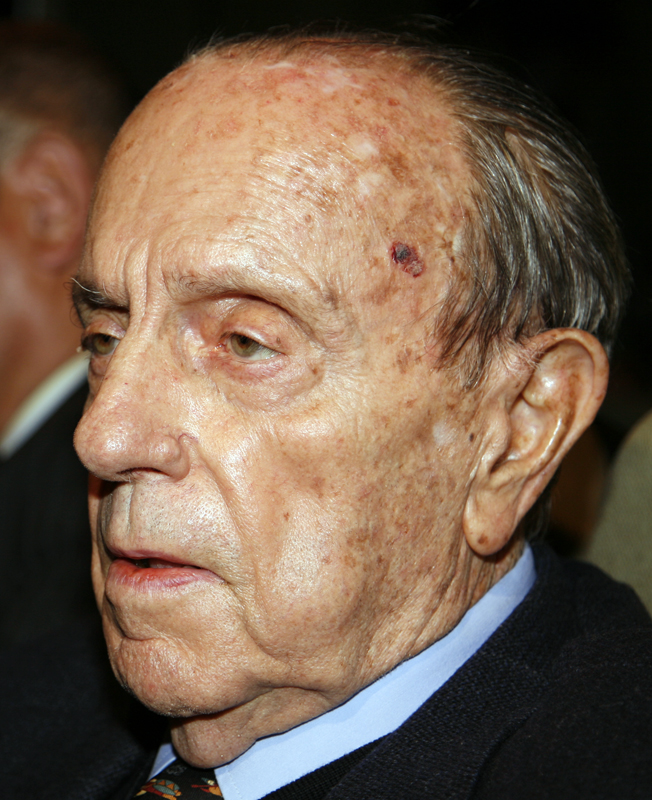
Manuel Fraga.

- 1922: Manuel Fraga Iribarne, político español (f. 2012).
- 1922: Luis D'Jallad, escritor argentino (f. 2008).
- 1924: Anita Linda, actriz filipina (f. 2020).
- 1924: Paula Raymond, modelo y actriz estadounidense (f. 2003).
- 1925: Johnny Mandel, compositor estadounidense de jazz (f. 2020).
- 1925: José Napoleón Duarte, político de derechas, delincuente y empresario salvadoreño, tirano entre 1984 y 1989 (f. 1990).
- 1926: Sai Baba, gurú indio (f. 2011).
- 1926: Lili Gacel (Lili Massaferro), actriz y guerrillera montonera argentina (f. 2001).
- 1926: Carlos Semprún Maura, escritor, dramaturgo y periodista español (f. 2009).
- 1927: Guy Davenport, escritor estadounidense (f. 2005).
- 1927: Angelo Sodano, cardenal italiano (f. 2022).
- 1930: Bill Brock, político estadounidense (f. 2021).
- 1931: Héctor Jaramillo, cantante ecuatoriano.
- 1933: Krzysztof Penderecki, compositor y director de orquesta polaco (f. 2020).
- 1933: Ali Shariati, sociólogo y activista iraní (f. 1977).
- 1934: Lew Hoad, tenista australiano (f. 1994).
- 1935: Vladislav Vólkov, cosmonauta soviético (f. 1971).
- 1937: Dora Cadavid, locutora y actriz colombiana.
- 1939: Betty Everett, cantante estadounidense (f. 2001).

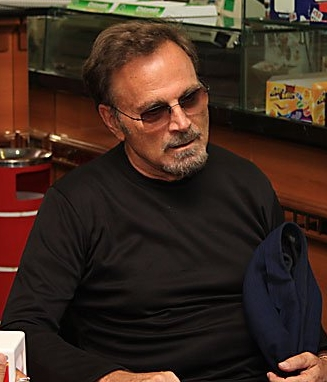
Franco Nero.

- 1941: Oscar Alem, músico, pianista, contrabajista y compositor argentino (f. 2017).
- 1941: Franco Nero, actor italiano.
- 1943: David Nolan, político estadounidense (f. 2010).
- 1943: Denis Sassou-Nguesso, general congoleño, presidente de la República del Congo desde 1997.
- 1944: Joe Eszterhas, guionista húngaro-estadounidense.
- 1944: James Toback, director de cine estadounidense.
- 1945: Jim Doyle, político estadounidense.
- 1945: Dennis Nilsen, asesino serial británico (f. 2018).
- 1946: Adela Basch, escritora argentina.
- 1946: Giorgos Koudas, futbolista griego.
- 1946: Joseph Serge Miot, obispo haitiano (f. 2010).
- 1948: Benjamín Clariond, político mexicano.
- 1948: Bruce Vilanch, actor y guionista estadounidense.
- 1950: Lourdes Deschamps, actriz y comediante mexicana (f. 2018).
- 1950: Chuck Schumer, político, inversor y líder de la minoría en el senado estadounidense.
- 1953: Francis Cabrel, cantante francés.
- 1954: Ross Brawn, ingeniero británico de Fórmula 1.
- 1954: Bruce Hornsby, músico estadounidense.
- 1955: Ludovico Einaudi, compositor y pianista italiano.
- 1955: Mary Landrieu, política estadounidense.
- 1958: María Elena Moyano, activista peruana, asesinada por la banda terrorista Sendero Luminoso (f. 1992).
- 1959: Dominique Dunne, actriz estadounidense (f. 1982).
- 1962: Carlinhos Brown, músico brasileño.
- 1962: Nicolás Maduro, político, dirigente sindical y diplomático venezolano, presidente de Venezuela desde 2013.
- 1963: Érika Buenfil (Teresa de Jesús Buenfil), actriz e youtuber mexicana.
- 1963: Esther García Llovet, escritora española.
- 1965: Don Frye, actor y luchador estadounidense.

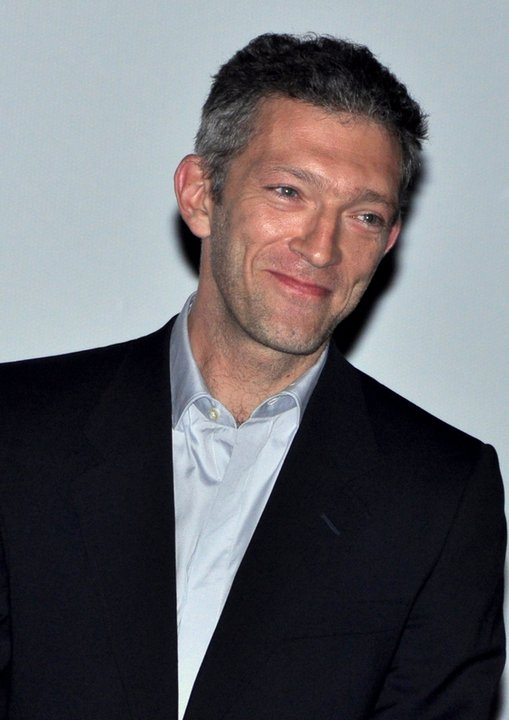
Vincent Cassel.

- 1966: Vincent Cassel, actor francés.
- 1967: Salli Richardson, actriz estadounidense.
- 1969: Olivier Beretta, piloto de automovilismo monegasco.
- 1969: Robin Padilla, actor filipino.
- 1970: Oded Fehr, actor israelí.
- 1970: Karsten Müller, ajedrecista alemán.
- 1971: Lisa Arch, actriz estadounidense.
- 1971: Vin Baker, jugador de baloncesto estadounidense.
- 1972: Chris Adler, músico estadounidense de la banda Lamb of God.
- 1972: Veronica Avluv, actriz pornográfica estadounidense.
- 1972: Antonio Orozco, cantautor español.
- 1974: Juventud Guerrera, luchador mexicano.
- 1974: Malik Rose, jugador de baloncesto estadounidense.
- 1976: Page Kennedy, actor estadounidense.
- 1977: Christopher Amott, guitarrista sueco.
- 1978: Jorge López Marco, futbolista español.
- 1978: Alison Mosshart, cantante y compositora estadounidense de las bandas The Kills, The Dead Weather y Discount.
- 1979: Kelly Brook, actriz y modelo británica.
- 1979: Nihat Kahveci, futbolista turco.
- 1981: César Pereyra, futbolista argentino.

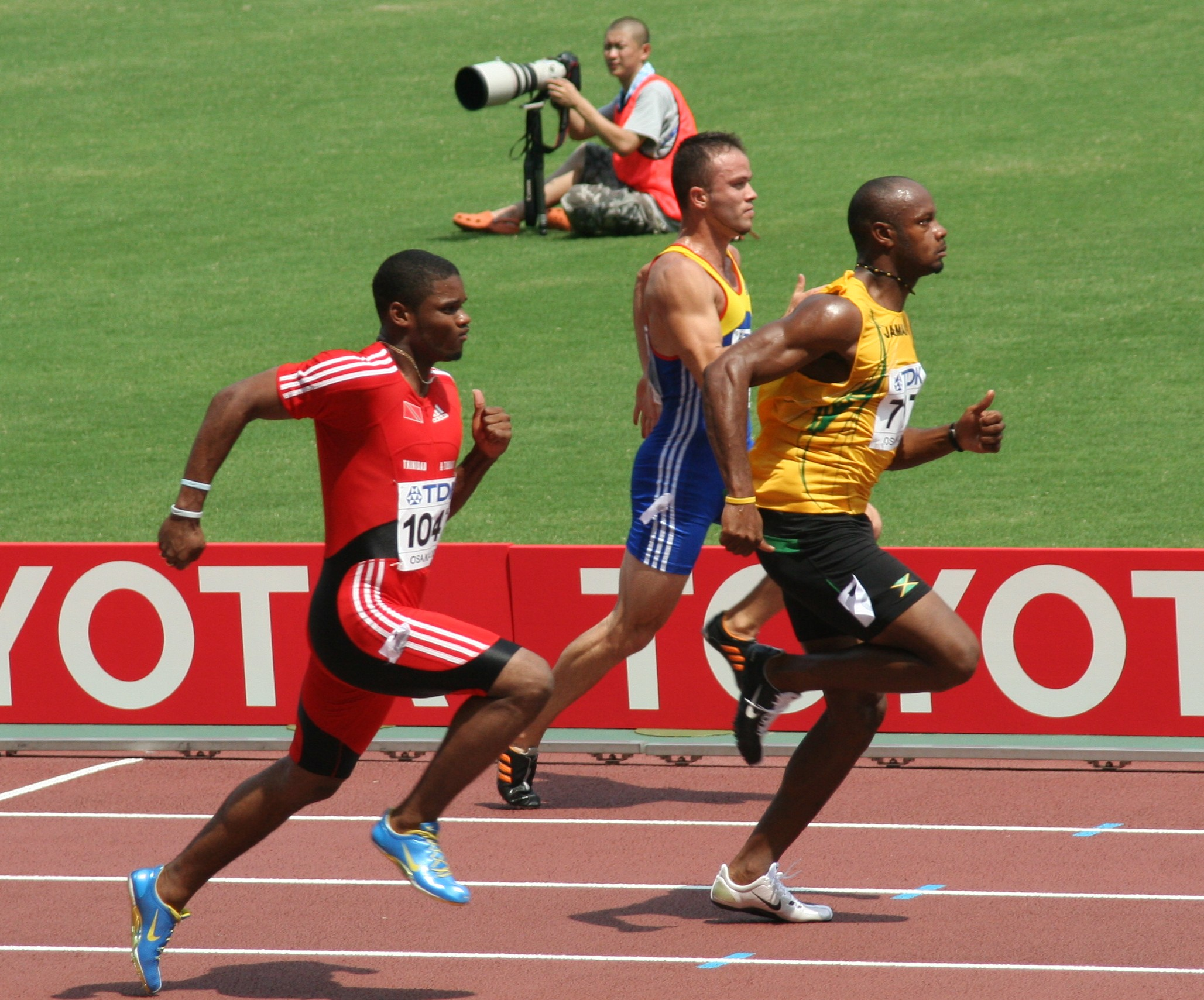
Asafa Powell.

- 1982: Asafa Powell, atleta jamaicano.
- 1983: Thomas Pridgen, baterista estadounidense de la banda The Mars Volta.
- 1983: Gastón Dalmau, actor y cantante argentino.
- 1983: Nasser Al-Shamrani, futbolista saudí.
- 1983: Kamilla Rytter Juhl, deportista danesa.
- 1984: Lucas Grabeel, actor y cantante estadounidense.
- 1986: Alejandro Alfaro, futbolista español.
- 1986: Maxene Magalona, actriz filipina.
- 1987: Snooki, actriz y personaje televisivo estadounidense.
- 1988: Dmytro Lyopa, futbolista ucraniano.
- 1988: Ezequiel Orozco, futbolista mexicano (f. 2018).
- 1990: Shaun Hutchinson, futbolista británico.
- 1991: Facundo Regalia, automovilista argentino.
- 1992: Miley Cyrus, cantante, actriz y compositora estadounidense.
- 1995: Christopher Vélez, cantante estadounidense de origen ecuatoriano de la banda CNCO.
- 1998: Bradley Steven Perry, actor estadounidense.
- 2002: Avani, tiktoker estadounidense.

## Fallecimientos
- 615: Columbano de Luxeuil, santo irlandés (n. 540).
- 940: Bertoldo de Baviera, aristócrata alemán (n. 900).
- 955: Edred, rey inglés (n. 923).

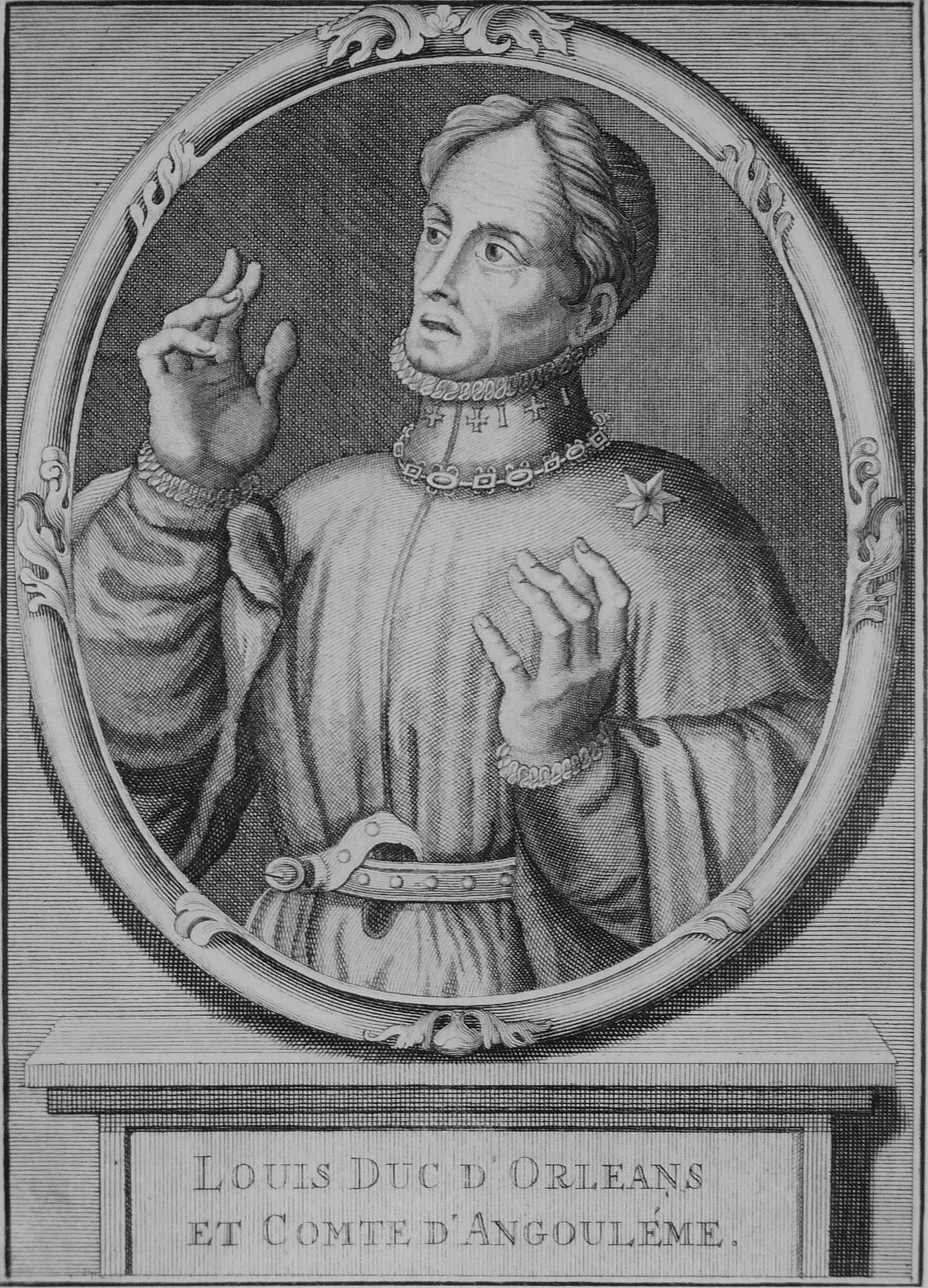
Luis de Valois.

- 1407: Luis de Valois, aristócrata francés (n. 1372).
- 1457: Ladislao el Póstumo, rey de Bohemia y de Hungría (n. 1440).
- 1470: Gastón de Foix, príncipe de Viana (n. 1444).
- 1499: Perkin Warbeck, aristócrata neerlandés, pretendiente al trono flamenco (n. 1474).
- 1503: Margarita de York, aristócrata inglesa (n. 1446).
- 1535: Beatriz Galindo, llamada La Latina, humanista, dama de compañía y maestra de la reina Isabel I española (n. 1465).
- 1572: Bronzino, pintor italiano (n. 1503).
- 1616: Richard Hakluyt, escritor británico (n. 1552).
- 1637: Carlos Coloma, militar, historiador y diplomático español (n. 1567).
- 1682: Claude Lorrain, pintor francés (n. 1604).
- 1763: Friedrich Heinrich von Seckendorff, militar y diplomático alemán (n. 1673).
- 1804: Richard Graves, ministro y escritor británico (n. 1715).
- 1814: Elbridge Gerry, político y vicepresidente estadounidense (n. 1744).

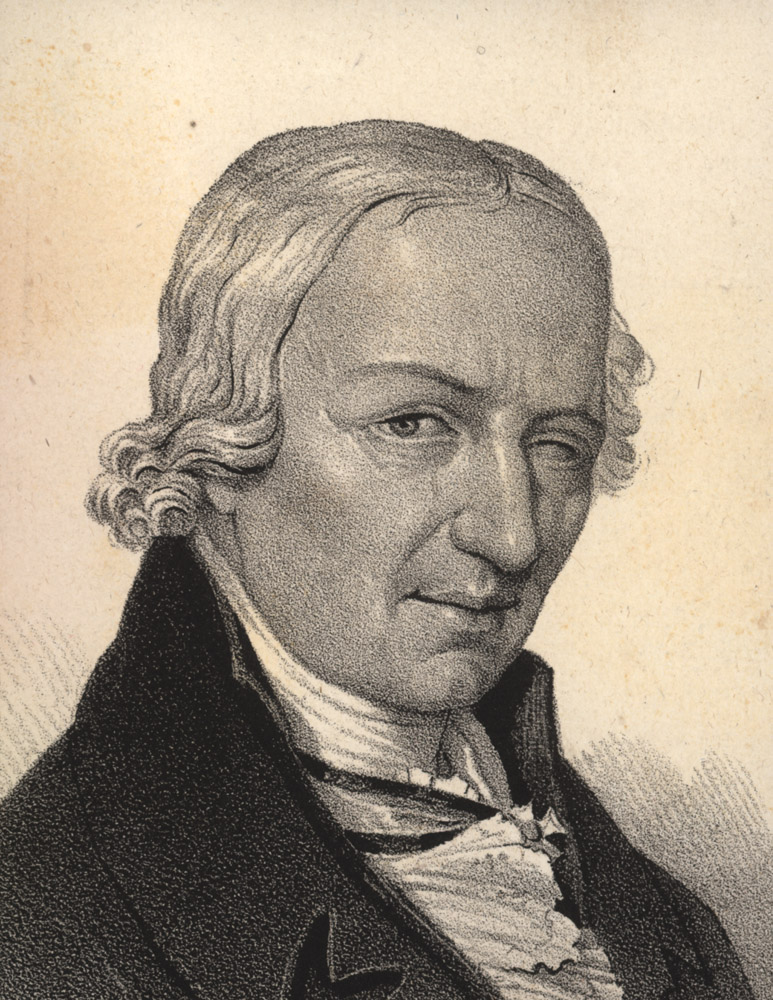
Johann Elert Bode.

- 1826: Johann Elert Bode, astrónomo alemán (n. 1747).
- 1833: Jean-Baptiste Jourdan, militar y mariscal francés (n. 1762).
- 1834: Enriqueta Aymer de la Chevalerie, fundadora de la Congregación de los Sagrados Corazones de Jesús y de María (n. 1767).
- 1853: Francisco Andrevi, compositor español (n. 1786).
- 1856: Manuela Sáenz, patriota e independentista ecuatoriana (n. 1795).
- 1866: Paul Gavarni, caricaturista francés (n. 1804).
- 1869: Domingo Dulce, militar español (n. 1808).
- 1871: Mariano Melgarejo, presidente de Bolivia, considerado un tirano (n. 1820).
- 1872: John Bowring, político, traductor, escritor y viajero británico (n. 1792).
- 1890: Guillermo III, rey neerlandés entre 1849 y 1890 (n. 1817).
- 1892: Victoriano Cepeda, profesor, militar y político mexicano (n. 1826).
- 1897: Ramón Lista, explorador y genocida argentino (n. 1856).
- 1902: Walter Reed, cirujano y bacteriólogo estadounidense (n. 1851).
- 1903: Friedrich Carl Lehmann, biólogo alemán (n. 1850).
- 1905: John Scott Burdon-Sanderson, fisiólogo británico (n. 1828).
- 1910: Hawley Harvey Crippen, físico estadounidense (n. 1862).
- 1923: Urmuz, abogado y jurista rumano (n. 1883).
- 1927: Miguel Agustín Pro, beato mexicano (n. 1891).
- 1927: Luis Segura Vilchis, ingeniero mexicano (n. 1903).
- 1928: Ángel García Peña, militar mexicano (n. 1856).
- 1934: Giovanni Brunero, ciclista italiano (n. 1895).
- 1936: Désiré Briden, escultor francés (n. 1850).
- 1937: Jagdish Chandra Bose, físico hindú (n. 1858).
- 1937: George Albert Boulenger, zoólogo anglo-belga (n. 1858).
- 1941: Yelizaveta Chaikina, partisana soviética (n. 1918).
- 1948: Uzeyir Hajibeyov, compositor, dramaturgo y publicista de Azerbaiyán (n. 1885).
- 1958: Johnston McCulley, escritor estadounidense (n. 1883).
- 1966: Seán T. O'Kelly, político irlandés, segundo presidente de su país (n. 1882).
- 1969: Spade Cooley, músico estadounidense (n. 1910).
- 1972: Marie Wilson, actriz estadounidense (n. 1916).
- 1973: Sessue Hayakawa, actor japonés (n. 1889).
- 1973: José Alfredo Jiménez, cantautor mexicano (n. 1926).
- 1973: Gerardo Masana (36), músico argentino, del grupo humorístico Les Luthiers (n. 1937).
- 1973: Constance Talmadge, actriz estadounidense (n. 1898).
- 1974: Cornelius Ryan, periodista y escritor estadounidense (n. 1920).
- 1976: André Malraux, escritor, historiador y político francés (n. 1901).
- 1979: Gilda Abreu, actriz, cantante y cineasta brasileña (n. 1904).
- 1979: Merle Oberon, actriz estadounidense (n. 1911).
- 1979: Judee Sill, cantautora estadounidense (n. 1944).
- 1982: Adoniran Barbosa, artista brasileño (n. 1910).
- 1987: Antonio Sastre, futbolista argentino (n. 1911).
- 1988: Klavdia Blinova, aviadora militar soviética (n. 1920)
- 1990: Roald Dahl, escritor británico (n. 1916).
- 1990: Baudilio Díaz, beisbolista venezolano (n. 1953).
- 1990: Ignacio Gallego, político español, presidente del PCPE (n. 1914).

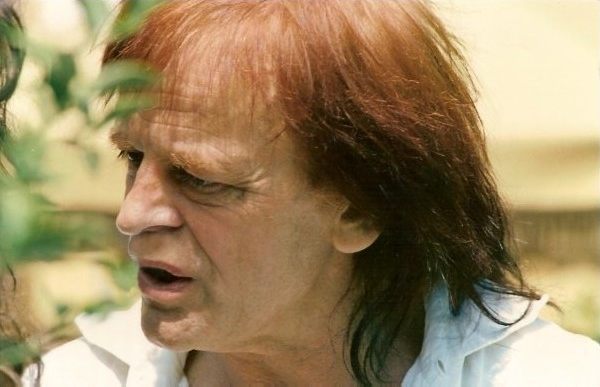
Klaus Kinski.

- 1991: Klaus Kinski, actor alemán (n. 1926).
- 1993: Antonio Espino y Mora "Clavillazo", actor mexicano (n. 1910).
- 1994: Art Barr, luchador profesional estadounidense (n. 1966).
- 1994: Álvaro del Portillo, obispo español opusdeísta (n. 1914).
- 1994: Félix Rotaeta, actor y director español de cine (n. 1942).
- 1995: Louis Malle, cineasta francés (n. 1932).
- 1998: Dan Osman, practicante de deportes extremos estadounidense (n. 1963).
- 2000: Aljoscha Rompe, cantante alemán de punk (n. 1947).
- 2001: Luis Santaló, matemático español (n. 1911).
- 2002: Roberto Matta, pintor chileno (n. 1911).

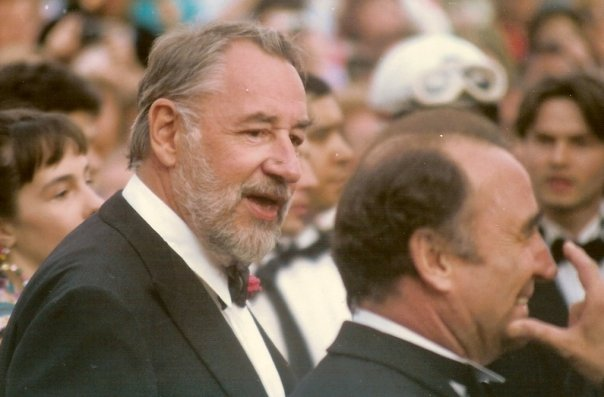
Philippe Noiret.

- 2002: Ángel Martín Municio, biólogo y académico español (n. 1923).
- 2004: Adolfo Castelo, periodista argentino (n. 1935).
- 2005: Constance Cummings, actriz británica (n. 1910).
- 2006: Alexander Litvinenko, militar y espía ruso (n. 1962).
- 2006: Philippe Noiret, actor francés (n. 1930).
- 2006: Anita O'Day, cantante estadounidense (n. 1919).
- 2007: Francesc Candel, escritor y periodista español (n. 1925).
- 2007: Vladas Douksas, futbolista uruguayo (n. 1933).
- 2008: Richey James Edwards, músico galés, de la banda Manic Street Preachers (n. 1967).
- 2010: Ingrid Pitt, actriz británica de origen polaco (n. 1937).[3]
- 2011: Luis Fernando Jaramillo, político y empresario colombiano (n. 1935).
- 2011: Jim Rathman, piloto de automovilismo estadounidense (n. 1928).
- 2012: José Luis Borau, cineasta español y miembro de la Real Academia Española (n. 1929).
- 2012: Larry Hagman, actor estadounidense (n. 1931).
- 2015: Douglass North, economista e historiador estadounidense (n. 1920).
- 2013: Juan Peláez, actor mexicano (n. 1948).
- 2016: Rita Barberá, política española (n. 1948).
- 2016: María Shcherbachenko, médica militar soviética (n. 1922).
- 2019: Enrique Iturriaga, compositor y pedagogo peruano (n. 1918).
- 2019: Dilan Cruz, estudiante de bachillerato colombiano víctima del actuar del ESMAD. (n. 2001).
- 2020: David Dinkins, político estadounidense (n. 1927).
- 2021:  Chun Doo-hwan, militar y político surcoreano, presidente de Corea del Sur entre 1980 y 1988 (n. 1931).

## Celebraciones
- Día Internacional de la Palabra. Con el objetivo de fomentar el diálogo y la paz entre las naciones del mundo, orientado hacia el avance pacífico de la sociedad mundial sin discriminaciones políticas ni religiosas.

- Día Internacional del Asesor de Imagen. Se rinde un especial homenaje a aquellos profesionales que se destacan por apoyar a las personas en lograr una apariencia impecable.

- Día Mundial del Café Expreso o Café Express.

- Día Mundial de Fibonacci. En honor al matemático italiano Leonardo de Pisa, también conocido con el nombre de Fibonacci.

Compartidas
- Unión Europea: 
  - Día Europeo de las Personas sin Hogar. También conocido como Día Europeo de los Sin Techo. Jornada de concientización sobre la problemática de la falta de vivienda en Europa. Tiene como objetivo sensibilizar a la sociedad sobre la situación de las personas sin hogar y promover acciones para combatir este grave problema social.

 Por países
(Por orden alfabético)
- Argentina: 
  - Día de la Defensa Civil.[4]En conmemoración del devastador terremoto ocurrido en 1977 en la pequeña ciudad sanjuanina de Caucete.

- Estados Unidos: 
  - Día del Doctor Who. Popular serie de televisión británica de ciencia ficción.
(en inglés: Doctor Who Day).
  - Día Nacional de Luto (National Day of Mourning). Protesta anual para honrar a los antepasados nativos americanos y educar e informar a las personas sobre su historia.
(en inglés: World Listening Day).
  - Día de Comer Un Arándano. Celebración que busca fomentar el consumo de esta nutritiva fruta.
(en inglés: National Eat A Cranberry Day).
  - Día Nacional del Anacardo (también conocido como cayú, nuez de la India, anacardo, merey, cajú, casho, castaña de cajú, marañón, cajuil, caguil o pepa).
Es un fruto seco originario de Brasil, de forma ovalada y cáscara dura. Es rico en nutrientes, como grasas saludables y proteínas, y se utiliza en la cocina en diversas preparaciones, como salsas, postres y snacks.
(en inglés: National Cashew Day).

- Japón: 
  - Día de Acción de Gracias por el Trabajo. La gente presenta sus respetos a los trabajadores.[5]

- México: 
  - Día de la Armada. Se instituyó en 1991, cuando el Ejecutivo Federal expidió un decreto en el Diario Oficial de la Federación para que cada 23 de noviembre se conmemorara a la Armada del país, ya que antes de ese año se celebraba el 1 de junio.[6]

- Uruguay: 
  - Día del Inmigrante Italiano.[7]

### Santoral católico
- San Anfiloquio de Iconio.
- Santa Cecilia Yu So-sa.
- San Clemente I.
- San Clemente de Metz.
- San Columbano de Luxeuil.
- Santa Felicidad de Roma.
- San Gregorio de Agrigento.
- Santa Lucrecia de Mérida.
- Santa Mustiola.
- San Severino recluso.
- San Sisinio de Cícico.
- San Trudón de Sarquinium.
- Beata Margarita de Saboya.

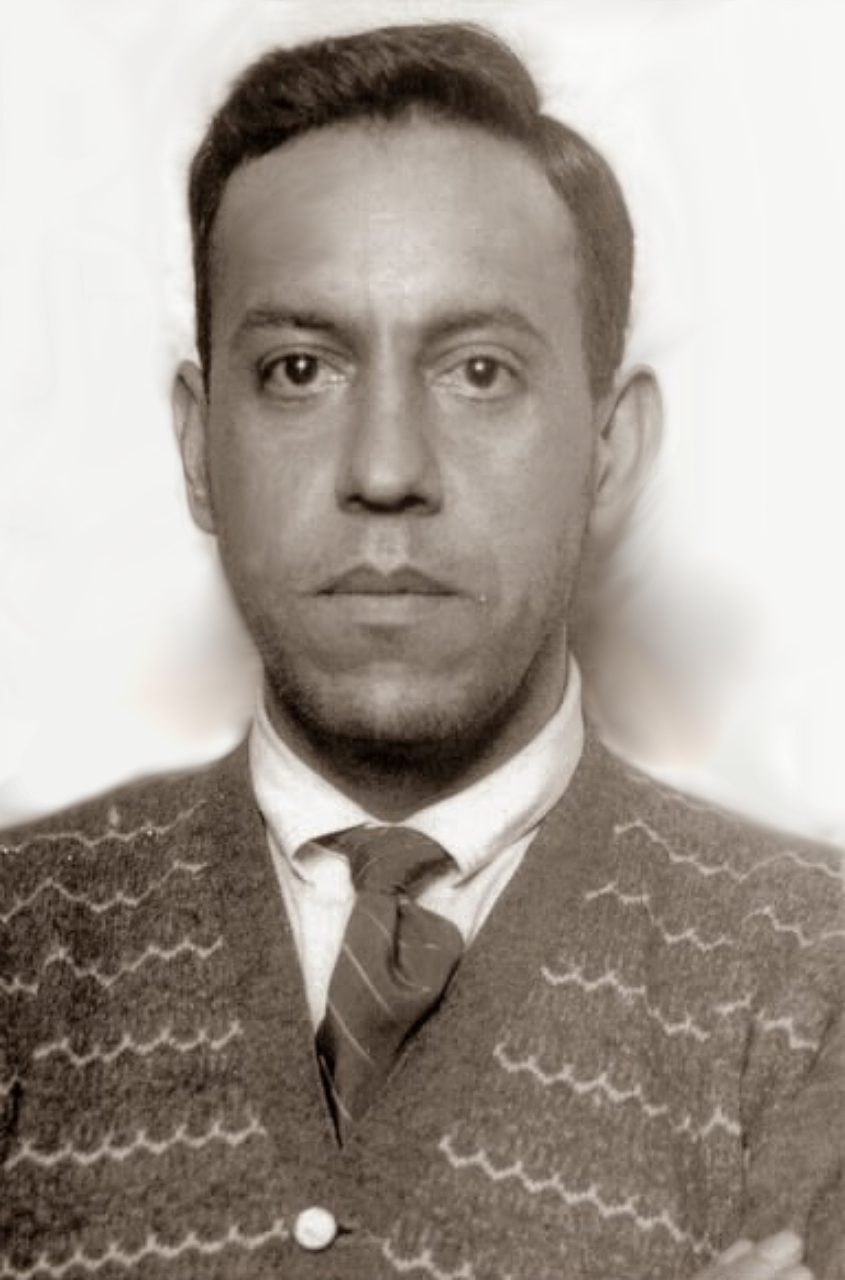
Foto tomada el día del arresto de Miguel Agustín Pro, la víspera de su fusilamiento. Nótese la ropa de civil: según la legislación mexicana de la época, no era lícito que un sacerdote llevara sotana en público.

- Beata María Cecilia Cendoya y Araquistain.
- Beato Miguel Agustín Pro.[8](imagen ilustrativa).